# Jay Rosen
Jay Rosen (Buffalo, 5 mei 1956) is een Amerikaanse wetenschapper en mediacriticus. Rosen is universitair hoofddocent (Associated professor) aan de New York University.

## Levensloop
Zowel Rosens vaders als moeder stammen af van joodse immigranten die vanuit Polen naar de Verenigde Staten zijn geëmigreerd. Hij studeerde aan de State University of New York in zijn geboorteplaats Buffalo en liep stage bij de plaatselijke krant, de Buffalo Courier Express. Van 1980 tot 1986 was hij als promovendus verbonden aan de New York University. 
Rosens proefschrift ging over een debat tussen Walter Lippmann en John Dewey uit de jaren twintig. Rosen stelde dat de pers een belangrijke democratische rol te vervullen had door het publiek te helpen een mening te vormen. De journalistiek bewees volgens Rosen alleen maar lippendienst aan dit ideaal en was haar rol totaal vergeten. Na zijn afstuderen kreeg hij een aanstelling tot universitair hoofddocent bij de New Yorkse universiteit, een functie die hij tot op de dag van vandaag bekleedt. Van 1999 tot 2005 was hij hoofd van de journalistiekafdeling. Rosen heeft veel geschreven over de veranderende rol van de media. Zijn bijdragen zijn verschenen in kranten als The New York Times, de Los Angeles Times en op sites als The Huffington Post en Salon.com. Ook heeft hij meerdere boeken gepubliceerd.
Rosen is al sinds de jaren negentig een bepleiter van meer burgerjournalistiek. De komst van het internet en social media hebben volgens Rosen het monopolie van de traditionele media gebroken. Als deze niet ondernemend genoeg zijn lopen zij het risico steeds irrelevanter te worden. Ook is hij een vooraanstaand criticus van de stroming binnen de journalistiek die volledige objectiviteit voorstaat. Volgens Rosen is dat niet mogelijk. In 2017 waarschuwde hij in twee artikelen, waarvan de eerste de titel Winter is Coming droeg, voor de feitenvrije politiek die de nieuw aangetreden president Donald Trump voorstaat.
In 2018 verbond Rosen zich als "ambassadeur" aan de nieuwswebsite De Correspondent. In november van dat jaar werd een crowdfundingsactie gelanceerd om 2,5 miljoen euro op te halen om een Engelstalige versie te lanceren. Een mediaoptreden van Rosen bij The Daily Show van Trevor Noah gaf de campagne een fikse boost.